# Yes!〜明日への便り〜
『yes!〜明日への便り〜 presented by ホクトプレミアム 霜降りひらたけ』（イエス!〜あしたへのたより〜 プレゼンテッド バイ ホクトプレミアム しもふりひらたけ）は、2017年4月から2025年3月29日までTOKYO FMで放送されたラジオ番組である。
ホクトの一社提供（ホクトプレミアム 霜降りひらたけ名義）。
2015年9月5日から2016年3月26日までは『yes!〜軽井沢からの便り〜 presented by ホクトプレミアム 霜降りひらたけ』（イエス!〜かるいざわからのたより〜 プレゼンテッド バイ ホクトプレミアム しもふりひらたけ）だった。

## 番組概要
毎回国内外様々な先人一人にスポットを当てて、先人たちとその人物にゆかりのある日本の土地（改題前は長野県軽井沢町、改題後も軽井沢が舞台の物語も登場している。）の物語をモノローグでお届けする。
ささやかに、小文字でyes!と自分を肯定した人たちの物語をお届けしながら、リスナーの明日への希望や勇気、活力につながってほしいと願うことをテーマとしている。
放送された内容は番組内ポッドキャスト、Audeeで配信。
2025年3月29日の第500回をもって番組が終了。これにより2015年9月から放送開始した『yes!〜軽井沢からの便り〜 』から合わせたシリーズは9年半の放送に幕を降ろした。

## 出演者
- 長塚圭史

## 特別番組
- 2018年1月8日にTOKYO FM ホリデースペシャルとして『yes!〜明日への便り〜特別番組 「オードリー・ヘップバーンが教えてくれる、明日へのyes!」』が14:00 - 14:55に東京ローカルで放送、長塚の妻である常盤貴子がゲスト出演した。

- 2021年1月24日にTOKYO FM サンデースペシャル内で『yes! 〜明日への便り〜あなたに伝えたい言葉 presented by ホクトプレミアム霜降りひらたけ』が19:00 - 19:55に放送された[4]。
- 2024年3月17日にTOKYO FM サンデースペシャル内で『ホクト presents 長塚圭史の〜自分にyes!を言う時間〜 長塚圭史』が19:00 - 19:55に放送された。

## 放送時間
FM軽井沢を除き「radiko」（プレミアム含む）で聴取可能だった。
ホクトの本社所在地である長野県ではFM長野の他、改題前の舞台である軽井沢町が放送対象地域のコミュニティFM・エフエム軽井沢でも放送されていた。
| 放送対象地域   | 放送局                     | 放送時間               | 備考             |
| -------------- | -------------------------- | ---------------------- | ---------------- |
| 東京都         | エフエム東京（TOKYO FM）   | 毎週土曜 18:00 - 18:30 | 制作局           |
| 長野県軽井沢町 | エフエム軽井沢             | 毎週土曜 18:00 - 18:30 | コミュニティFM局 |
| 長野県         | 長野エフエム放送（FM長野） | 毎週土曜 18:30 - 19:00 |                  |
| 大阪府         | エフエム大阪（FM大阪）     | 毎週土曜 18:30 - 19:00 |                  |

過去の放送局
| 放送対象地域 | 放送局                     | 放送期間                      | 備考 |
| ------------ | -------------------------- | ----------------------------- | ---- |
| 愛知県       | エフエム愛知（FM AICHI）   | 放送開始 - 2018年3月31日      |      |
| 福岡県       | エフエム福岡（FM FUKUOKA） | 2016年10月1日 - 2018年3月31日 |      |